# Malukui földirigó
A malukui földirigó (Geokichla dumasi)  a madarak osztályának verébalakúak (Passeriformes) rendjébe és a rigófélék (Turdidae) családjába tartozó faj.

## Rendszerezése
A fajt Walter Rothschild angol báró és zoológus írta le 1898-ban, a Geocichla nembe Geocichla dumasi néven. Sorolták a Zoothera nembe Zoothera dumasi néven is.

## Előfordulása
Indonéziához tartozó Maluku-szigetek egyikén, Buru szigetén honos. Természetes élőhelyei a szubtrópusi vagy trópusi hegyi esőerdők. Állandó, nem vonuló faj.

## Megjelenése
Testhossza 17 centiméter.

## Természetvédelmi helyzete
Az elterjedési területe kicsi, egyedszáma 20000-49999 példány közötti és folyamatosan csökken. A Természetvédelmi Világszövetség Vörös listáján mérsékelten fenyegetett fajként szerepel.